# Royal Rumble (2003)
O Royal Rumble 2003, que decorreu a 19 de Janeiro de 2003, foi o 16º annual evento pay-per-view Royal Rumble da WWE. Foi o primeiro Royal Rumble desde a criação da SmackDown em 2002 e foi, assim, uma produção da RAW e SmackDown. O evento realizou-se no Fleet Center em Boston, Massachusetts.

## Resultados
| #                              | Lutas                                                                      | Estipulação                                                              | Tempo |
| ------------------------------ | -------------------------------------------------------------------------- | ------------------------------------------------------------------------ | ----- |
| HEAT                           | Spike Dudley derrotou Steven Richards (com Victoria)                       | Luta individual                                                          | 03:36 |
| 1                              | Brock Lesnar derrotou Big Show (com Paul Heyman)                           | Luta individual por uma vaga no Royal Rumble                             | 06:29 |
| 2                              | Dudley Boyz (Bubba Ray & D-Von) derrotaram William Regal & Lance Storm (c) | Luta de duplas pelo World Tag Team Championship                          | 07:24 |
| 3                              | Torrie Wilson derrotou Dawn Marie                                          | Luta individual                                                          | 03:36 |
| 4                              | Scott Steiner derrotou Triple H (com Ric Flair) (c) por desqualificação    | Luta individual pelo World Heavyweight Championship                      | 18:14 |
| 5                              | Kurt Angle (com Team Angle) (c) derrotou Chris Benoit                      | Luta individual pelo WWE Championship                                    | 19:48 |
| 6                              | Brock Lesnar eliminou por último The Undertaker para vencer                | Luta Royal Rumble por uma luta pelo WWE Championship no WrestleMania XIX | 53:41 |
| (c) – Campeão(s) antes da luta |                                                                            |                                                                          |       |

### Entradas e eliminações da luta Royal Rumble
Vermelho  ██ e "Raw" indicam lutadores do Raw, azul ██ e "SmackDown" indicam lutadores do SmackDown. Cada lutador entrou em 90 segundos

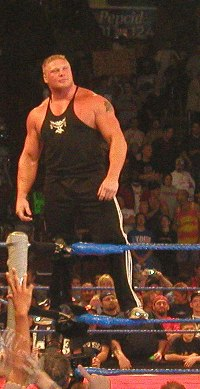
Brock Lesnar, vencedor da luta Royal Rumble de 2003.

| Símbolo | Significado           |
| ------- | --------------------- |
| †       | Indica o menor tempo. |

| #  | Lutador              | Divisão   | Colocação | Eliminado por                   | Tempo   |
| -- | -------------------- | --------- | --------- | ------------------------------- | ------- |
| 01 | Shawn Michaels       | Raw       | 30        | Chris Jericho                   | 02:29   |
| 02 | Chris Jericho        | Raw       | 17        | Test                            | 38:53   |
| 03 | Christopher Nowinski | Raw       | 29        | Rey Mysterio                    | 07:35   |
| 04 | Rey Mysterio         | SmackDown | 28        | Chris Jericho                   | 05:40   |
| 05 | Edge                 | SmackDown | 21        | Chris Jericho                   | 11:13   |
| 06 | Christian            | Raw       | 22        | Chris Jericho                   | 09:12   |
| 07 | Chavo Guerrero       | SmackDown | 23        | Edge                            | 07:21   |
| 08 | Tajiri               | SmackDown | 25        | Chris Jericho                   | 04:51   |
| 09 | Bill DeMott          | SmackDown | 27        | Edge                            | 02:22   |
| 10 | Tommy Dreamer        | Raw       | 26        | Chris Jericho e Christian       | 01:11   |
| 11 | B-2                  | SmackDown | 24        | Edge                            | 00:33 † |
| 12 | Rob Van Dam          | Raw       | 5         | Kane                            | 33:15   |
| 13 | Matt Hardy           | SmackDown | 10        | Brock Lesnar                    | 27:28   |
| 14 | Eddie Guerrero       | SmackDown | 18        | Booker T                        | 16:37   |
| 15 | Jeff Hardy           | Raw       | 20        | Rob Van Dam                     | 07:32   |
| 16 | Rosey                | Raw       | 19        | Kane                            | 10:32   |
| 17 | Test                 | Raw       | 14        | Batista                         | 19:05   |
| 18 | John Cena            | SmackDown | 9         | The Undertaker                  | 20:09   |
| 19 | Charlie Haas         | SmackDown | 11        | Brock Lesnar                    | 17:18   |
| 20 | Rikishi              | SmackDown | 13        | Batista                         | 14:25   |
| 21 | Jamal                | Raw       | 8         | The Undertaker                  | 16:17   |
| 22 | Kane                 | Raw       | 3         | The Undertaker                  | 20:44   |
| 23 | Shelton Benjamin     | SmackDown | 12        | Brock Lesnar                    | 11:03   |
| 24 | Booker T             | SmackDown | 15        | Charlie Haas e Shelton Benjamin | 06:40   |
| 25 | A-Train              | SmackDown | 6         | Kane e Rob Van Dam              | 11:45   |
| 26 | Maven                | Raw       | 7         | The Undertaker                  | 08:29   |
| 27 | Goldust              | Raw       | 16        | Charlie Haas e Shelton Benjamin | 00:59   |
| 28 | Batista              | Raw       | 4         | The Undertaker                  | 10:12   |
| 29 | Brock Lesnar         | SmackDown | Vencedor  | -                               | 09:17   |
| 30 | The Undertaker       | SmackDown | 2         | Brock Lesnar                    | 07:30   |

## Outras aparências
| Comentadores - Michael Cole - SmackDown - Jerry "The King" Lawler - RAW / Combate Royal Rumble - Jim Ross - RAW / Combate Royal Rumble - Tazz - SmackDown Comentadores espanhóis - Carlos Cabrera - Hugo Savinovich Árbitros - Mike Chioda - SmackDown - Jack Doan - RAW - Brian Hebner - SmackDown - Jim Korderas - SmackDown - Nick Patrick - RAW - Chad Patton - RAW - Charles Robinson - SmackDown - Mike Sparks - SmackDown | Outros - Eric Bischoff - General Manager da RAW - Tony Chimel - apresentador de ringue - Howard Finkel - apresentador de ringue - Tony Garea - supervisor - Stephanie McMahon - General Manager da SmackDown - Sean Morley - Chefe de staff da RAW - Sgt. Slaughter - supervisor - Terri - entrevistador |

## Combates de qualificação para o Royal Rumble
- Jeff Hardy derrotou Raven na RAW
- Brock Lesnar derrotou The Big Show no próprio evento